# Tran Tu Binh
Pour les articles homonymes, voir Tran (homonyme).
Trần Tử Bình est le pseudonyme du révolutionnaire communiste vietnamien Pham Van Phu (né le 5 mai 1907 dans la province de Hà Nam; décédé le 5 février 1967 à Hanoï).

## Coolie dans une plantation Michelin
Il est né à Tieu Dong en 1907 dans une famille pauvre de la province de Hà Nam.
Renvoyé du séminaire de  Hoang Nguyen fin 1926 pour avoir voulu rendre hommage à un militant nationaliste décédé Phan Châu Trinh, il fait la connaissance d'un instituteur qui l'encourage à s'engager politiquement contre le colonialisme au sein du Thanh Niên, en se faisant engager comme coolie sur une plantation. C'est ainsi qu'il est recruté en 1927 et rejoint avec des milliers d'autres paysans pauvres, la Cochinchine au sud, comme coolie dans une des plantations Michelin, Phu-Riêng. Il est l'un des fondateurs et animateurs de la cellule clandestine  dont il va diriger en 1930 une grève prenant un caractère insurrectionnel. 
Il est condamné à 5 ans de travaux forcés à Poulo Condor, là où il adopte son nom de guerre Trần Tử Bình qui signifie littéralement « l'homme qui pouvait mourir pour la paix ». 
Il est libéré en 1936.

## Secrétaire du Parti Communiste de Hà Nam
Il devient secrétaire du Parti Communiste du district et de la province de Hà Nam. 
En 1943, il est arrêté et condamné à 20 ans de prison. Il y rencontre Lê Đức Thọ, futur négociateur des accords de paix et prix Nobel de la paix. Cependant, avec une centaine de prisonniers politiques, il s'évade.

## Révolution vietnamienne
Après 1945, il est un acteur important de la révolution vietnamienne et un proche de Hồ Chi Minh.
Il est nommé général de la République Démocratique du Viêt Nam en 1948. 

## Carrière politique
Entre 1959 et 1967, il est nommé ambassadeur du Nord Viêt Nam en Chine et Mongolie. Il fut élu au Comité Central du Parti Communiste du Viêt Nam en 1960.  
En 1965, au moment de l'arrivée de l'armée américaine au Viêt Nam, il écrit ses mémoires de coolie dans une plantation Michelin, Phú Riềng Đỏ (Phu-Riêng, la Rouge) du nom de la plantation. Il fait le récit des terribles conditions de vie et travail des coolies mais aussi des violences verbales et physiques subies quotidiennement de l'encadrement français. Son témoignage, malgré certaines exagérations et un discours orthodoxe, est considéré par les historiens comme l'un des plus fiables sur cette période de l'essor des grandes plantations capitalistes et sur le rôle qu'elles ont pu jouer sur l'essor du mouvement ouvrier vietnamien.
En attribuant en 2001 à titre posthume au Général Trần Tử Bình, la médaille d'Ho Chi Minh pour les services rendus à la Nation et en rééditant en 2007 Phú Riềng đỏ, ses mémoires de leader de la révolte de 1930, le régime vietnamien a voulu rappeler l'importance des luttes des ouvriers agricoles dans le processus conduisant à la « guerre révolutionnaire » puis l'indépendance. Cette médaille réaffirmait également la dimension mythique accordée à la lutte de Phú Riềng.